# Primera División de Chile 1972
Primera División de Chile 1972 var den chilenska högstaligan i fotboll för herrar för säsongen 1972, som slutade med att Colo-Colo vann för elfte gången. 

## Kvalificering för internationella turneringar
- Copa Libertadores 1973
  - Vinnaren av Primera División: Colo-Colo
  - Tvåan i Primera División: Unión Española

## Sluttabell
| Plac. | Lag                  | S  | V  | O  | F  | GM | IM | MSK | Poäng |
| ----- | -------------------- | -- | -- | -- | -- | -- | -- | --- | ----- |
| 1     | Colo-Colo            | 34 | 23 | 6  | 5  | 90 | 37 | 53  | 52    |
| 2     | Unión Española       | 34 | 20 | 9  | 5  | 48 | 20 | 28  | 49    |
| 3     | Universidad de Chile | 34 | 19 | 8  | 7  | 72 | 38 | 34  | 46    |
| 4     | Deportes Concepción  | 34 | 16 | 11 | 7  | 48 | 31 | 17  | 43    |
| 5     | Green Cross-Temuco   | 34 | 15 | 13 | 6  | 55 | 43 | 12  | 43    |
| 6     | Deportes La Serena   | 34 | 14 | 11 | 9  | 52 | 41 | 11  | 39    |
| 7     | Universidad Católica | 34 | 14 | 11 | 9  | 42 | 41 | 1   | 39    |
| 8     | Magallanes           | 34 | 13 | 11 | 10 | 62 | 54 | 8   | 37    |
| 9     | Huachipato           | 34 | 13 | 11 | 10 | 40 | 32 | 8   | 37    |
| 10    | Naval                | 34 | 12 | 7  | 15 | 45 | 52 | -7  | 31    |
| 11    | Lota Schwager        | 34 | 9  | 12 | 13 | 40 | 52 | -12 | 30    |
| 12    | O'Higgins            | 34 | 8  | 10 | 16 | 45 | 54 | -9  | 26    |
| 13    | Unión La Calera      | 34 | 8  | 8  | 18 | 45 | 62 | -17 | 24    |
| 14    | Santiago Wanderers   | 34 | 8  | 8  | 18 | 36 | 59 | -23 | 24    |
| 15    | Deportes Antofagasta | 34 | 10 | 4  | 20 | 42 | 66 | -24 | 24    |
| 16    | Rangers              | 34 | 8  | 8  | 18 | 32 | 62 | -30 | 24    |
| 17    | Unión San Felipe     | 34 | 9  | 5  | 20 | 44 | 64 | -20 | 23    |
| 18    | Everton              | 34 | 7  | 7  | 20 | 36 | 66 | -30 | 21    |

| Primera División Vinnare av Primera División 1972 |
| ------------------------------------------------- |
| Chile                                             |
| Colo-Colo 11:e titeln                             |